# مصطفى حسين باهي
مصطفى حسين باهي كاتب وأستاذ جامعي مصري وُلد عام 1947، وتخرج في كلية التربية الرياضية بجامعة حلوان عام 1969، وحصل على دبلوم التربية الخاص في علم النفس من جامعة الأزهر عام 1972، ثم حصل على درجة الماجستير في علم النفس التعليمي من جامعة الأزهر عام 1975، ثم حصل على درجة الماجستير في علم النفس الرياضي من كلية التربية الرياضية بجامعة حلوان عام 1979، وحصل على درجة الدكتوراة في علم النفس الرياضي من كلية التربية الرياضية بجامعة حلوان عام 1980.

## مسيرته المهنية
عُين مصطفى حسين باهي عقب تخرجه من الجامعة معيداً بقسم المنازلات والرياضيات المائية في كلية التربية الرياضية بجامعة حلوان، وتدرج في المناصب الأكاديمية فكان مدرساً مساعداً، ثم مدرساً بقسم المنازلات والرياضيات المائية في كلية التربية الرياضية بجامعة حلوان، ثم مدرساً بقسم أصول التربية الرياضية والترويح في كلية التربية الرياضية بجامعة المنيا، ثم أصبح أستاذاً مساعداً بنفس الكلية، ثم أستاذا لعلم النفس الرياضي بجامعة المنيا.
شغل الدكتور مصطفى حسين باهي عدداً من المناصب الأكاديمية والعلمية حيث عُين رئيساً لقسم أصول التربية الرياضية والترويح، ثم وكيلاً لكلية التربية الرياضية لشؤون خدمة المجتمع وتنمية البيئة في الفترة ما بين عامي 1994 و2000، ثم وكيلاً لكلية التربية الرياضية للدراسات العليا والبحوث في الفترة ما بين عامي 2002 و2005، ثم رئيساً لمجلس قسم علم النفس الرياضي بدءاً من عام 2005 وحتى بلوغه سن التقاعد عام 2007، وهو عضو برابطة الأخصائيين النفسيين المصرية، وعضو بالجمعية المصرية لعلم النفس الرياضي، وعضو بالجمعية المصرية للدراسات النفسية، وعضو بالجمعية المصرية لتكنولوجيا التعليم.

## أعماله ومؤلفاته
ألف الدكتور مصطفى حسين باهي العديد من المؤلفات والدراسات كما شارك في تأليف عدد من الكتب المتخصصة في علم النفس الرياضي وفيما يلي بعضا من أهم المؤلفات والدراسات:

### المؤلفات
- الدافعية: كتبه بالتعاون مع الدكتورة أمنية أحمد شلبي، وصدر عام 1998 عن مركز الكتاب للنشر.
- كراسة التطبيقات الإحصائية: صدر عام 1999 عن مركز الكتاب للنشر.
- المعاملات العلمية بين النظرية والتطبيق (الثبات - الصدق - الموضوعية - المعايير): صدر عن مركز الكتاب للنشر.
- أصول البحث العلمي في البحوث التربوية والنفسية والاجتماعية والرياضية: ألفه بالاستراك مع الدكتورة منى أحمد الزهري، وصدر عام 1999 عن مركز الكتاب للنشر.
- سيكولوجية التفوق الرياضية (تنمية المهارة العقلية): كتبه بالاشتراك مع الدكتور عبد القادر جاد، وصدر عام 1999 عن دار النهضة المصرية للطباعة والنشر والتوزيع.
- مقدمة في علم النفس الرياضي: كتبه بالاشتراك مع الدكتور محمود عبد الفتاح عنان، وصدر عام 2000 عن مركز الكتاب للنشر.
- طرق البحث العلمي والتحليل الإحصائي في المجالات التربوية والنفسية والرياضية: كتبه بالاشتراك مع الدكتورة إخلاص محمد عبد الحفيظ، وصدر عام 2000 عن مركز الكتاب للنشر.
- علم الاجتماع الرياضي: كتبه بالاشتراك مع الدكتورة إخلاص محمد عبد الحفيظ، وصدر عام 2001 عن مركز الكتاب للنشر.
- سيكولوجية الإدارة الرياضية: كتبه بالاشتراك مع الدكتور محمد متولي عفيفي، وصدر عام 2001 عن مركز الكتاب للنشر.
- معاملات الارتباط والمقاييس اللامعلمية (النظرية والتطبيق): كتبه بالاشتراك مع الدكتور محمود عنان، وصدر عام 2001 عن المكتبة الأنجلو مصرية للنشر.
- التحليل العاملي (النظرية والتطبيق): كتبه بالاشتراك مع الدكتور محمود عنان والدكتور حسني عز الدين، وصدر عام 2002 عن مركز الكتاب للنشر.
- قراءات متقدمة في علم نفس الرياضة: كتبه بالاشتراك مع الدكتور محمود عنان، وصدر عام 2001 عن الدار الأنجلو مصرية لطباعة واللنشر والتوزيع.
- علم النفس الفسيولوجي (نظريات - تحليلات - تطبيقات): كتبه بالاشتراك مع الدكتور حسين أحمد حشمت والدكتور نبيل السيد حسين، وصدر عام 2002 عن مكتبة الأنجلو المصرية للطباعة والنشر والتوزيع.
- المرجع في علم النفس التربوي في المجال الرياضي: صدر عام 2002 عن مكتبة الأنجلو المصرية للطباعة والنشر والتوزيع.
- الصحة النفسية في المجال الرياضي (نظريات - تطبيقات): كتبه بالاشتراك مع الدكتور حسين أحمد حشمت والدكتورة هناء عبد الوهاب حسن، وصدر عام 2002 عن مكتبة الأنجلو المصرية للطباعة والنشر والتوزيع.
- علم النفس الرياضي (مبادئ وتطبيقات): كتبه بالاشتراك مع الدكتورة إخلاص محمد عبد الحفيظ، والدكتور حسن عبده والدكتور إبراهيم ربيع، وصدر عام 2004 عن الدار العالمية للطباعة والنشر والتوزيع.
- العمليات العقلية العليا (نظريات وتطبيقات): كتبه بالاشتراك مع الدكتور مختار أمين عبد الغني، وصدر عام 2004 عن دار الأحمدي للطباعة والنشر والتوزيع.
- المدخل إلى الاتجاهات الحدية في علم النفس الرياضي: كتبه بالاشتراك مع سمير عبد القادر، وصدر عام 2004 عن الدار العالمية للطباعة والنشر والتوزيع.
- الإحصاء في العلوم التربوية: كتبه بالاشتراك مع الدكتورة إخلاص محمد عبد الحفيظ والدكتور عادل محمد النشار، وصدر عام 2004 عن مكتبة الأنجلو المصرية للطباعة والنشر والتوزيع.
- التقويم في العلوم التربوية: كتبه بالاشتراك مع الدكتورة فاتن زكريا النمر، وصدر عام 2004 عن مكتبة الأنجلو المصرية للطباعة والنشر والتوزيع.
- قراءات في البحث العلمي: كتبه بالاشتراك مع الدكتور محمود عنان، وصدر عام 2005 عن الدار العالمية للطباعة والنشر والتوزيع.
- علم نفس الرياضة (تحليلات وتطبيقات): كتبه بالاشتراك مع الدكتور مختار أمين والدكتور مجدي يوسف، وصدر عام 2005 عن الدار العالمية للطباعة والنشر والتوزيع.
- سيكولوجية الإدارة الرياضية: كتبه بالاشتراك مع الدكتور محمد متولي عفيفي، وصدر عام 2005 عن مكتبة الأنجلو المصرية للطباعة والنشر والتوزيع.
- مهارات القيادة في المجال الرياضي في ضوء الاتجاهات الحديثة: كتبه بالاشتراك مع الدكتور أحمد كمال نصاري، وصدر عام 2005 عن مكتبة الأنجلو المصرية للطباعة والنشر والتوزيع.
- سيكولوجية الإدارة الرياضية: كتبه بالاشتراك مع الدكتور محمد متولي عفيفي، وصدر عام 2005 عن مكتبة الأنجلو المصرية للطباعة والنشر والتوزيع.
- الإحصاء التطبيقي باستخدام الحزم الجاهزة: كتبه بالاشتراك مع الدكتور أحمد عبد الفتاح سالم، والدكتور محمد فوزي عبد العزيز، والدكتور هيثم عبد المجيد محمد، وصدر عام 2006 عن مكتبة الأنجلو المصرية للطباعة والنشر والتوزيع.
- التوافق النفسي والتوازن الوظيفي: كتبه بالاشتراك مع الدكتور حسين حشمت، وصدر عام 2006 عن الدار العالمية للطباعة والنشر والتوزيع.
- سيكولوجية الآداء الرياضي (نظريات وتحليلات وتطبيقات): كتبه بالاشتراك مع الدكتور سمير عبد القادر جمال، وصدر عام 2006 عن مكتبة الأنجلو المصرية للطباعة والنشر والتوزيع.
- أدوات التويم في البحث العلمي (التصميم والبناء): كتبه بالاشتراك مع الدكتورة منى أحمد الأزهري، وصدر عام 2006 عن مكتبة الأنجلو المصرية للطباعة والنشر والتوزيع.
- الاختبارات والمقاييس في التربية الرياضية: كتبه بالاشتراك مع الدكتور صبري عمران، وصدر عام 2006 عن مكتبة الأنجلو المصرية للطباعة والنشر والتوزيع.
- الحاسب الآلي وتطبيقه في مجال العلوم النفسية والتربوية: كتبه بالاشتراك مع الدكتور سمير جاد، وصدر عام 2007 عن مكتبة الأنجلو المصرية للطباعة والنشر والتوزيع.
- لتحيا الحياة - إستراتيجية جادة لحياة متجددة تقوم على أحدث النظريات ذات الصلة: كتبه بالاشتراك مع الدكتور سمير جاد، وصدر عام 2007 عن مكتبة الأنجلو المصرية للطباعة والنشر والتوزيع.
- اتجاهات التعليم العالي في ضوء الجودة الشاملة: كتبه بالاشتراك مع الدكتورة ناهد خيري، وصدر عام 2009 عن مكتبة الأنجلو المصرية للطباعة والنشر والتوزيع.
- معجم المصطلحات الإحصائية: كتبه بالاشتراك مع الدكتورة منى الأزهري، وصدر عام 2010 عن مكتبة الأنجلو المصرية للطباعة والنشر والتوزيع.[1]
- التربية الإبداعية لدى الأطفال الأسوياء وذوي الاحتياجات الخاصة: كتبه بالاشتراك مع الدكتورة منى الأزهري والدكتور نبيل السيد حسن، وصدر عام 2010 عن مكتبة الأنجلو المصرية للطباعة والنشر والتوزيع.
- التحليل الإحصائي ومعالجة البيانات للبحوث التربوية والنفسية والرياضية: كتبه بالاشتراك مع الدكتور أحمد عبد الفتاح سالم، والدكتورمحمد فوزي عبد العزيز، والدكتور هيثم عبد المجيد محمد، والدكتور ناصر الوصيف، وصدر عام 2012 عن مكتبة الأنجلو المصرية للطباعة والنشر والتوزيع.
- الإحصاء في المجال الرياضي: كتبه بالاشتراك مع الدكتور أحمد كمال الأنصاري، والدكتور مختار أمين عبد الغني، وصدر عام 2013 عن مكتبة الأنجلو المصرية للطباعة والنشر والتوزيع.
- البحث العلمي في المجال الرياضي: كتبه بالاشتراك مع الدكتور أحمد كمال الأنصاري والدكتور مختار أمين عبد الغني، وصدر عام 2013 عن مكتبة الأنجلو المصرية للطباعة والنشر والتوزيع.
- مقدمة في الاختبارات والمقاييس في المجال الرياضي: كتبه بالاشتراك مع الدكتور أحمد كمال الأنصاري، والدكتور مختار أمين عبد الغني، وصدر عام 2013 عن مكتبة الأنجلو المصرية للطباعة والنشر والتوزيع.
- المرجع في الإحصاء التطبيقي (نظري وعملي): كتبه بالاشتراك مع الدكتور أحمد عبد الفتاح سالم، والدكتور محمد سعيد محمد، وصدر عام 2015 عن مكتبة الأنجلو المصرية للطباعة والنشر والتوزيع.
- البحث العلمي وأدوات التقويم في المجالات التربوية والنفسية والاجتماعية والرياضية: كتبه بالاشتراك مع الدكتورة منى الأزهري، وصدر عام 2015 عن مكتبة الأنجلو المصرية للطباعة والنشر والتوزيع.
- معجم المصطلحات التربوية (التربية العامة والتربية الخاصة): كتبه بالاشتراك مع الدكتورة منى الأزهري، وصدر عام 2015 عن مكتبة الأنجلو المصرية للطباعة والنشر والتوزيع.
- أصول علم نفس الرياضة: كتبه بالاشتراك مع الدكتورة هند عبد الفتاح، والدكتور إبراهيم ربيع، والدكتور عمرو فؤاد، وصدر عام 2015 عن مركز الكتاب الحديث للنشر والتوزيع.
- المرجع في علم الاجتماع الرياضي: كتبه بالاشتراك مع الدكتورة الزهراء رشاد، والدكتور صبري عمران، والدكتور إيهاب جابر، وصدر عام 2015 عن مركز الكتاب الحديث للنشر والتوزيع.
- الاختبارات والمقاييس في التربية البدنية الرياضية (النظرية والتطبيق): كتبه بالاشتراك مع الدكتور صبري إبراهيم عمران، والدكتور هشام إسماعيل هلال، وصدر عام 2015 عن مكتبة الأنجلو المصرية للطباعة والنشر والتوزيع.
- التربية الحركية (مجالاتها وبرامجها لأطفال مرحلتي الطفولة المبكرة- المتوسطة): كتبه بالاشتراك مع الدكتورة منى أحمد الأزهري، وصدر عام 2019 عن مكتبة المتنبي للنشر والتوزيع.
- المرجع في البحث العلمي (نظري - تطبيقي): كتبه بالاشتراك مع الدكتورة منى أحمد الأزهري، الدكتورة نرمين محمود خليل، وصدر عام 2018 عن مكتبة الأنجلو المصرية.

### الدراسات والأبحاث
- الضغوط النفسية لدى مدربي رياضة المبارزة: بحث قدمه للمؤتمر العلمي الذي أقيم بكلية التربية الرياضية بجامعة المنيا في أبريل عام 1995 تحت اسم «نحو رعاية متكاملة للموهوبين رياضياً».
- مقياس الإنجاز العدواني. «نظريات وتطبيقات:» مجلة علمية متخصصة لبحوث التربية البدنية والرياضية تصدرها كلية التربية الرياضية للبنين بأبو قير بالإسكندرية، "1999-2000".
- تصميم وبناء اختبار الدافع المعرفي في التربية الرياضية. "مؤتمر التربية الخاصة في القرن الحادي والعشرون، تحديات الواقع وآفاق المستقبل" المؤتمر العلمي السادس 2002".
- تقويم كفاية العاملين بالإدارة في المجال الرياضي «دراسة مقارنة» «مجلة علم النفس المعاصر والعلوم الإنسانية، المجلد الثالث عشر، أبريل، جامعة المنيا، مجلة علمية محكمة تصدر عن مركز البحوث النفسية النظرية والتطبيقية، 2002».
- تأثير الضغوط الاجتماعية علي القيم لدي طلاب الجامعة. «المؤتمر السنوي الثالث عن منظومة التربية الخلقية، مركز طيبة للدراسات التربوية، مجلة البحوث ولوراق العمل 2002».
- الضغوط الحياتية وعلاقتها بالمجاراة لدي مدربي رياضة الجمباز. "مجلة علوم الرياضة –دورية – علمية – محكمة" كلية التربية الرياضية – جامعة المنيا، المجلد الرابع عشر، عدد نصف سنوي، سبتمبر – ديسمبر، 2002 ".
- مقياس الإنهاك للرياضيين: نُشر البحث بمجلة علوم الرياضة المحكمة في سبتمبر من عام 2003.
- تصميم وبناء مقياس معرفي للثقافة الصحية للطلاب المتقدمين لكلية التربية الرياضية – جامعة المنيا . «المجلة العلمية لعلوم التربية الرياضية، كلية التربية الرياضية – جامعة طنطا، العدد الثالث 2003».
- تأثير الأساليب الإحصائية علي نتائج البحوث العلمية " دراسة تحليلية ."المؤتمر السنوي الثاني عشر، التعليم للجميع، التربية وأفاق جديدة في تعليم الفئات المهمشة في الوطن العربي، جامعة حلوان – كلية التربية، مارس 2004".
- التلوث السلوكي لممارسي بعض الأنشطة الرياضية: قدم البحث خلال فعاليات مؤتمر المنيا الدولي للبيئة، والذي عُقد بجامعة المنيا في الفترة من 15 وحتى 18 أبريل 2005 بعنوان «نحو بيئة آمنة نظيفة».
- الرسائل العلمية ومواصفاتها. «مجلة علم النفس العربي المعاصر، علمية محكمة، تصدر تحت الإشراف العلمي لمركز المعادي النفسي م (1) ع (2) أبريل /يونيه 2005».
- قصور الواقع الخلقي وتطلعات المستقبل للسلوك التنافسي . «مؤتمر تنمية القيم والسلوكيات من اجل التقدم، القاهرة 18، 19 فبراير 2006».
- دراسة مقارنة للمعالجات الإحصائية في البحوث العلمية باستخدام الحزم الجاهزة والطرق اليدوية، المجلة المصرية لبحوث الإعلام التربوي والعلوم الإنسانية، دورية عليمة محكمة تصدرها كلية التربية النوعية جامعة طنطا – العدد الأول إبريل 2006.
- القيم الخلقية لأعضاء هيئة التدريس الجامعي «دراسة تحليلية». «المؤتمر العلمي الثاني لكلية التربية النوعية ببورسعيد – جامعة قناة السويس، منظومة البحث العلمي في مصر – التحديدات –المعايير، الرؤى المستقبلية 19-20 أبريل، 2006».
- واقع نسق القيم لطالبات كلية التربية الرياضية للبنات جامعة حلوان «دراسة تتبعية» ، مجلة علم النفس العربي المعاصر، مجلة علمية تصدر تحت الإشراف العلمي لمركز المعادي النفسي، م (2) ع (4) أكتوبر / ديسمبر 2006.
- تأثير الضغوط الاجتماعية على مستوي أداء لاعبي الفريق القومي للجمباز ، المؤتمر الثالث للمجلس الدولي للقيم والتربية البدنية والترويح والرياضة والتعبير الحركي لمنطقة الشرق الأوسط، الدوحة، قطر، 20-23 مارس 2007.
- التلوث السلوكي دراسة تحليلية لبعض العوامل المؤثرة فيه من منظور أخلاقيات المهنة، المؤتمر العلمي الأول لكلية التربية جامعة الأزهر بالقاهرة بالاشتراك مع مركز الدراسات المعرفية لتوجيه بحوث الجامعات الإسلامية لخدمة قضايا الأمة 18-19 فبراير 2007 الجزء الثالث.
- تعيين الصدق والثبات بدلالة المنحني ألاعتدالي، المؤتمر العلمي السنوي لقسم علم النفس الرياضي " الرعاية النفسية للرياضة، جامعة حلوان ، كلية التربية الرياضية للبنين بالهرم 12/4/2007.
- القيم التربوية لأعضاء هيئة التدريس بالجامعات المصرية من منظور طلاب الجامعة «دراسة تحليلية»، مجلس التربية الأخلاقية، المؤتمر السنوي السادس استراتيجيات الإصلاح ومنظومة القيم، 15-16 مارس 2008.
- القيم التربوية لطفل الحلقة الأولي من التعليم الأساسي «دراسة مقارنة» مجلس التربية الأخلاقية، المؤتمر السنوي السادس استراتيجيات الإصلاح ومنظومة القيم، 15-16 مارس 2008.
- بناء وتصميم مقياس القيم التربوية لممارسي الرياضة للجميع، مجلس التربية الأخلاقية، المؤتمر السنوي السادس استراتيجيات الإصلاح ومنظومة القيم، 15-16 مارس 2008.
- سلوكيات استخدام الهاتف المحمول كأحد وسائل التكنولوجيا الحديثة (دراسة مقارنة)،- جامعة حلوان - المجلة العلمية للتربية البدنية والرياضية، عدد خاص ببحوث مؤتمر علم النفس الرياضي وسوق العمل (التجارب – التحديات - التطلعات)، 17 إبريل 2008.
- التحليل السيكومتري لأدوات القياس الثبات والصدق (دراسة تحليلية) - جامعة حلوان - المجلة العلمية للتربية البدنية والرياضية ، عدد خاص ببحوث مؤتمر علم النفس الرياضي وسوق العمل (التجارب – التحديات - التطلعات)، 17 إبريل 2008.
- تصميم وبناء مقياس الإنجاز التشبعى لممارسي الأنشطة الرياضية «المؤتمر الدولي الأول للتربية البدنية والرياضية والصحة» 1-3 أبريل 2008.
- التنشئة الاجتماعية نحو وقت الفراغ وتفضيل المخاطرة لدي الطلائع في محافظات جمهورية مصر العربية، المؤتمر الإقليمي الرابع للمجلس الدولي للصحة والتربية البدنية والترويح والرياضة والتعبير الحركي لمنطقة الشرق الأوسط بالاشتراك مع جامعة الإسكندرية كلية التربية الرياضية أبو قير ، 2009.
- استخدام الحاسب الآلي في مجال الإدارة الرياضية وعلاقته بالقلق «دراسة مقارنة» مؤتمر قسم العلوم التربوية والنفسية والاجتماعية – كلية التربية الرياضية للبنات جامعة الإسكندرية، إبريل 2009.
- قيم العمل لدي الأخصائيين الرياضيين وعلاقتها بالصلابة النفسية / دراسة مقارنة«المجلة العلمية لعلوم التربية الرياضية» كلية التربية الرياضي – جامعة طنطا العدد (14) يونيو 2009.
- مقياس القيم التربوية في التدريب والمنافسة مؤتمر«أخلاقيات الشباب العربي إلى أين؟!»13 مارس 2010.
- تصميم وبناء مقياس التفضيل القيمي للشباب مؤتمر«مستقبل إعداد المعلم في كليات التربية وجهود الجمعيات العلمية في عمليات التطوير بالعالم العربي»28-29مارس 2010م.
- العلاقة بين الدلالة الإحصائية وحجم التأثير في البحوث التربوية والنفسية مؤتمر«مستقبل إعداد المعلم في كليات التربية وجهود الجمعيات العلمية في عمليات التطوير بالمعالم العربي»28-29مارس 2010م.
- البروفيل النفسي لمفهوم الذات لدى طلاب المرحلة الثانوية بمحافظة الغربية 2010.
- قواعـد توثيق مصادر المعلومات في البحـوث الإنسانية، التربوية، النفسية، الاجتماعية الرياضية «دراسة تحليلية نقدية» 2010.
- تقويــم البحوث العلمية بين النظرية والتطبيق مجلة علوم الرياضة دورية-علمية-محكمة كلية التربية الرياضية جامعة المنيا عدد يونية 2012م.
- تصميم وبناء مقياس الخصائص الشخصية لمعلمة رياض الأطفال مجلة علوم الرياضة دورية-علمية-محكمة كلية التربية الرياضية جامعة المنيا عدد يونية 2012م.
- تقويم البحوث العلمية بين النظرية والتطبيق، مجلة كلية علوم الرياضة، كلية التربية الرياضية جامعة المنيا، يناير2012.
- تصميم مقياس للصلابة النفسية للرياضيين، بالاشتراك مع الدكتور عمرو احمد فؤاد، الباحث محمد حسن مصطفى، مجلة علوم الرياضة، كلية التربية الرياضية جامعة المنيا، المجلد السابع عشر، الجزء الأول، ديسمبر 2014.
- أدوات جمع البيانات وعلاقتها بالدلالة الإحصائية في البحوث التربوية والنفسية، مؤتمر التربية الرياضية جامعة المنيا من 14-16 أبريل 2014.
- التكافؤ والتجانس والتوزيع الاعتدالي في البحوث النفسية والتربوية والاجتماعية والرياضية، مجلة كلية علوم الرياضة، كلية التربية الرياضية جامعة المنيا، يناير2012.
- مستوى الطموح وعلاقته بدافعية الإنجاز لدى لاعبى الأنشطة الجماعية بمحافظة المنيا بالاشتراك مع، مجلة كلية علوم الرياضة، كلية التربية الرياضية جامعة المنيا، يوليو2015.
- Design and construction of psychological pollution scale for students at faculties of physical education, Sadat City and Minya Universities: with prof / Mona Hijazi, International Journal of Sports Science and Arts “IJSSA", 2019.